# 史儼
史俨（9世纪？—916年），唐朝末年至五代十国杨吴将领，代州雁门（今山西省代县）人。
史俨以善于骑射，事奉李克用为帐中亲将，善于生擒设伏，望尘揣测敌机。李克用入定三辅，攻打黄巢，他都出师跟从。乾宁年间，参与攻打王行瑜，军至渭北，史俨率五百骑到石门护驾。京城大扰，官民散布南山。史俨分骑警卫，等到唐昭宗还京，盗贼不兴，以功授为检校右散騎常侍，屯守三桥好几个月，第二年，与李承嗣率骑渡河援救兖州朱瑾、郓州朱瑄。当时汴州军雄盛，青州、徐州、兖州、郓州，栅垒相望。史俨与骑将安福顺等，率领数千骑直犯汴州军营垒。朱瑾失败后，史俨与李承嗣等奔淮南。淮南善于水军，不善骑射，既得史俨等人，军声大振，在清口击败汴军。其后史俨参与击灭鍾傳、杜洪，击败钱镠。淮南人让史俨妻儿都住在最好的房屋力，官至滁州刺史。天祐十三年（916年），在扬州去世。